# Isola di Loreto
L'isola di Loreto (in isola de Lorét dialetto lombardo orientale) sorge nel Lago d'Iseo, a nord di Montisola, ed è una  proprietà privata.
L'isola è registrata nella mappa censuaria di Siviano, una frazione del comune di Monte Isola.

## Storia
Alla fine del Quattrocento l'isola fu acquistata dalle Suore di Santa Chiara di Brescia, che vi installarono un convento. La struttura venne però dismessa già entro il 1580 quando, durante la visita di Carlo Borromeo, si ricorda la presenza di un eremita di nome Pietro.
Nel 1696 Vincenzo Maria Coronelli, geografo veneziano, ricorda l'isola come di proprietà degli eredi del Conte Alessandro Martinengo.
Lo scrittore Costanzo Ferrari, nel suo romanzo storico Tiburga Oldofredi - Scene storiche del secolo XIII pubblicato nel 1847, ambienta sull'isola alcune scene.
Lo storico Gabriele Rosa ricorda a fine Ottocento che vi erano tracce di "ruderi di mura e di due torricelle quadrate", probabilmente resti di antiche fortificazioni, e "le vestigia di cappelletta volta ad oriente, come si usava prima del 1500". Anche nella Guida alpina della provincia di Brescia del 1889, viene riportata sull'isola la presenza di alcuni antichi conventi abbandonati e di uno in buono stato di conservazione.
L'isola divenne poi di proprietà della Duchessa Felicita Bevilacqua La Masa, e dopo la sua morte, con un atto del 9 ottobre 1900, venne venduta al comm. Vincenzo Richeri, capitano di vascello nella Regia Marina.
Nel decennio successivo, il cav. Vincenzo Richieri costruì sull'isola un castello in stile neogotico attorno al quale creò un giardino ricco di conifere, un porticciolo e due torrette faro.

## Altri progetti

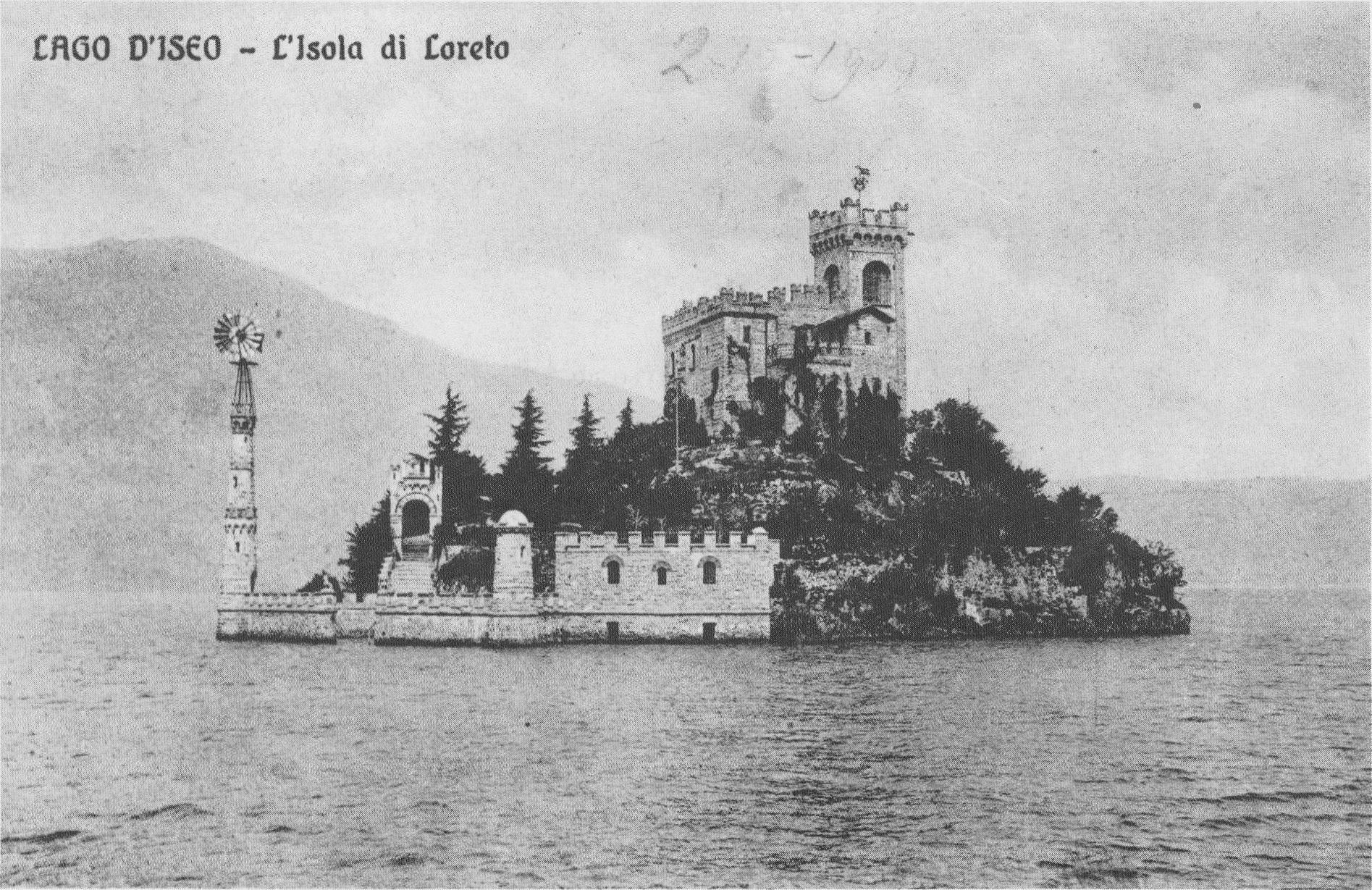
L'isola all'inizio del 1900, si noti il castello già ultimato